# WMAPコールドスポット

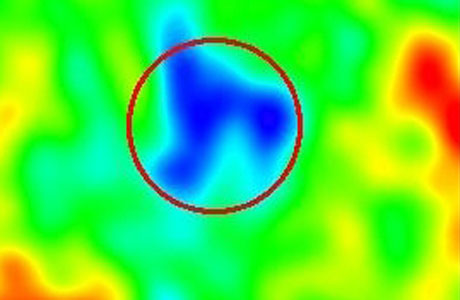
WMAPの観測データから作成されたエリダヌス座付近の宇宙マイクロ波背景放射(CMB)の温度分布のイメージマップ (円内の青色の部分が周囲より異常に温度が低いエリア)

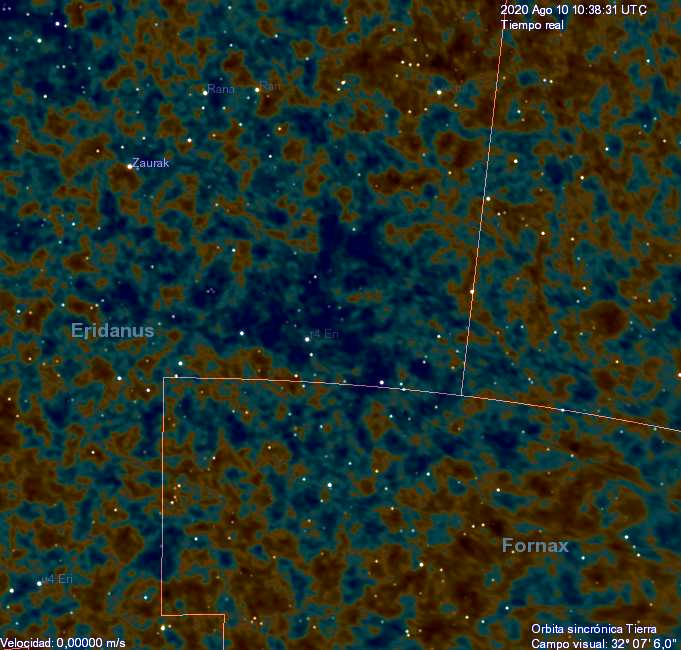
コールドスポットの存在は、欧州宇宙機関 (ESA)の宇宙背景放射観測衛星である プランク衛星による2013年の観測でも、同様の有意さで再確認されている(中央付近の濃い青が優勢な領域)。Celestia 3D描画ソフトにより作成されたイメージ

WMAPコールドスポット（英: WMAP Cold Spot）または CMBコールドスポット（英: CMB Cold Spot）は、マイクロ波で観測した場合に宇宙マイクロ波背景放射 (CMB； cosmic microwave background radiation)の推定される特徴と比較して異常に冷たく大きな宇宙の一領域である。アメリカ合衆国の宇宙探査体、WMAP（Wilkinson Microwave Anisotropy Probe: ウィルキンソン・マイクロ波異方性探査機、活動期間：2001年-2010年）の長期にわたる観測データを解析する過程で発見された。
コールドスポットの半径は約 5°で、中心は銀河座標ではlII = 207.8°、bII = −56.3°（赤道座標では赤経α = 03h15m05s、赤緯δ = −19d35m02s）である。従って、天球上は南天のエリダヌス座の方向に当たる。
WMAPコールドスポットの存在は、欧州宇宙機関 (ESA)のCMB観測衛星である プランク探査体による2013年の観測でも、同様の有意さで再確認されている
 これによって、コールドスポットが、WMAP探査体の観測機器のシステム誤差が作り出した実在しないイメージである可能性は払拭された。

## 概要
典型的なCMBの温度ゆらぎの割合は、10-5のオーダーであるが、コールドスポットの温度はCMBの平均的温度である約2.7 Kよりも約70 μK低い。
典型的には、CMBの原初の（宇宙誕生時に発生した）温度ゆらぎの最大のものは角度スケールで約 1°である。従って現在広く受け入れられている理論モデルでは、コールドスポットほどの大きさの冷たい領域が現れるのはごく稀なことであることになる。
成因についてはさまざまな異説が存在するが、その一つがエリダヌス座・スーパーボイドあるいは巨大ボイドと呼ばれるものである。これは差し渡しが概略 150 Mpc または 5億 光年 の非常に大きな宇宙の領域で、z ≈ 1 の赤方偏移を持ち、その領域の物質密度はその赤方偏移における宇宙の平均的な物質密度よりもかなり低いと考えられている。
そのようなボイドは、観測されるCMBに積分ザックス・ヴォルフェ効果を通して影響を及ぼすことが可能である。もしこれに匹敵する他のスーパーボイドが存在しないのであれば、これは観測可能な宇宙の最大の大規模構造の一つであることになる。

## 発見と統計的有意性
WMAPにより記録された最初の年(2001年)のデータの中から、エリダヌス座 のある領域が他の領域より温度が低いことが発見された。
引き続いてWMAPにより3年以上に渡り収集されたデータを用いて、そのように巨大で冷たい領域が原初の温度ゆらぎのみを原因として出現する統計的な有意性が推定された。ガウス確率場を用いたシミュレーションでは、この程度の偏差が見出される確率は1.85%であることが判明した 。つまり、初期条件（原初の温度ゆらぎ）を除いてわれわれの宇宙と全く同じコピーが10000個存在したとすると、そのうちの185個の宇宙の中ではコールドスポットのような現象が観測されるということである。従って、コールドスポットが宇宙のインフレーション中の量子ゆらぎによる標準的なメカニズムで生成される可能性はかなり低いように見えるが、不可能ではないことになる。

## 原初の温度ゆらぎ以外に可能性がありそうな原因

### スーパー・ボイド説
コールドスポットについてのひとつの可能な説明は、巨大なボイドがわれわれと原初のCMBの間に存在するというものである。ボイドは、遅期型積分ザックス・ヴォルフェ効果あるいは Rees-Sciama 効果により見かけ上視線上に周辺よりも冷たい領域を作り出すことができる 。光子がボイドの中を飛行する間ダークエネルギーがボイドを拡張しないのであれば、この2つの効果は非常によく似たものとなる。
2007年8月に Rudnick, Brown と Williams は、アメリカ国立電波天文台VLAスカイサーベイ (NRAO VLA Sky Survey ； NVSS) でのコールドスポット方向での銀河数の計測において、1つのディップ (dip；落ち込み)が発見されたと主張した。これは赤方偏移がほぼ z = 1 のスーパーボイドの存在を示唆する。McEwen 他は、 独立に同じサーベイの全観測エリアについてのウェーブレット解析を使用して相関を見出した。ただし、スーパーボイドに関する示唆は明示的には前に出さなかった。
大きなボイドがいくつか宇宙で存在することが知られているが、コールドスポットを説明するにはボイドは異常に大きい（おそらく典型的なボイドよりも体積で1000倍）必要がある。そのようなボイドは、60から100億光年離れた差し渡し10億光年に近いものになり、おそらく大規模構造という点ではコールドスポットが原初のCMBに起因して発生する場合より可能性が低い  。
2008年5月に、arXivプレプリントサーバ上に2本の論文が掲載された。1本はスーパーボイド説に否定的なものであるが、他方は間接的に支持するものである。まず、 Smith と Huterer  は、Rudnick 他が主張するように確かにNVSSのコールドスポット付近の銀河密度に有意なディップは存在するが、それはコールドスポットの中心にはなく、コールドスポットの中にディップを含まない円を多数描くことができることを見出した。これは、コールドスポットがNVSSデータが示唆するようにスーパーボイドに起因するものではあり得ないことを証明するものではない。これは、ベイズ統計学的な手法を用いてコールドスポットがスーパーボイドに起因するという証拠は非常に根拠の薄いものであることを検証したに過ぎない。

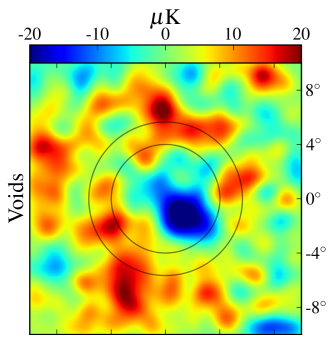
50個のスーパーボイドが宇宙マイクロ波背景放射(CMB)上に残す積分ザックス・ヴォルフェ効果(ISW)による痕跡の平均的な例。カラースケールは -20 から +20 µK (Granett, Neyrinck & Szapudi による)。これは、スーパーボイド説を間接的に支持する観測事実である。

2番目の論文で、Granett、 Neyrinck および Szapudi  は、スローン・デジタル・スカイサーベイ (SDSS)の明るい赤色銀河カタログ (Luminous Red Galaxy catalog)の中の50個のスーパーボイドと50個の超銀河団（supercluster）とCMBのこの方向から来る信号を比較したところ、非常に有意に（十分な信頼性を持って）スーパーボイドと超銀河団がCMBの上にそれぞれコールドスポットとホットスポットを作り出していることを発見した。これは、まず間違いなく積分ザックス・ヴォルフェ効果の最もクリアーな検出であり、ダークエネルギーが宇宙の膨張を加速していることの証拠を与えている。またこの発見は、スーパーボイドがCMBに計測可能な効果を与えることを示しているので、コールドスポットについてのスーパーボイド原因説を支持するものでもある。ただし、コールドスポットはSDSSのサーベイでは観測できないので（SDSS望遠鏡はアメリカ合衆国に設置された地上望遠鏡であるので南天の観測には適していない）間接的な支持に留まる。

### 宇宙の位相的欠陥説
2007年の終わりに、Cruz 他  は、コールドスポットは宇宙の初期における真空の相転移の名残りであるテクスチャー（cosmic texture）が原因であると論じた。この説はかなり突飛であるが、コールドスポットを説明するにはとてつもなく大きなスーパーボイドが必要であることを考えれば一考には値する。

### 平行宇宙説
Laura Mersini-Houghton による論争の的となっている主張は、コールドスポットはわれわれ自身の宇宙を超えたところに存在する平行宇宙の痕跡であり、この平行宇宙は宇宙のインフレーションによって分離される前に存在した複数の宇宙の量子もつれにより生じた、というものである 。
Laura Mersini-Houghton は「標準的な宇宙論は、このように巨大な宇宙穴を説明できない。」として、コールドスポットは「われわれ自身の地平線の縁を超えたところにある他の宇宙の、見間違うはずのない痕跡」であるという特異な仮説を立てている。これが本当であれば、平行宇宙の最初の実在の証拠ということになる（平行宇宙の理論モデルはすでに存在しているが）。この説は、超弦理論も支持している。彼女のチームはこの理論についての検証可能な結論が存在すると主張している。平行宇宙理論が正しいのであれば、天球の北天に同様のボイドが存在するはずである。

### 統計学上の人為的要因
ミシガン大学の研究者が、WMAPコールドスポットのデータに対して行った初期の研究には、コールドスポットについて計測された元来の有意性は、使用された統計モデルによる人為的影響であり、他のモデルでは統計的に有意な等方性からの逸脱は、観測できていないとの示唆がある。.

## 参考資料
1. ↑  Ade, P. A. R. (2013). “Planck 2013 results. XXIII. Isotropy and statistics of the CMB”. Astronomy & Astrophysics 571:  A23. arXiv:1303.5083. Bibcode: 2014A&A...571A..23P. doi:10.1051/0004-6361/201321534.
2. ↑  Cruz, Martinez-Gonzalez, Vielva & Cayon (2005), "Detection of a non-Gaussian Spot in WMAP", MNRAS 356 29-40
3. ↑  Cruz, Cayon, Martinez-Gonzalez, Vielva & Jin (2007), "The non-Gaussian Cold Spot in the 3-year WMAP data", Astrophys.J. 655 11-20
4. ↑  Inoue & Silk, 2006, "Local Voids as the Origin of Large-Angle Cosmic Microwave Background Anomalies I", ApJ 648 23-30
5. ↑  Centauri Dreams ≫ Blog Archive ≫ Dark Energy Paints the Void
6. ↑  "Extragalactic Radio Sources and the WMAP Cold Spot", ApJ, 671, pp. 40-44
7. ↑  "Probing dark energy with steerable wavelets through correlation of WMAP and NVSS local morphological measures", 2008, MNRAS, 384, pp. 1289-1300
8. ↑  BBC NEWS | Science/Nature | Great 'cosmic nothingness' found
9. ↑  Astronomers Find Enormous Hole in the Universe (August 2007)
10. ↑  graphics
11. ↑  "No evidence for the cold spot in the NVSS survey", MNRAS, submitted
12. ↑  "An Imprint of Super-Structures on the Microwave Background due to the Integrated Sachs-Wolfe Effect", ApJL, submitted
13. ↑  Dark Energy and the Imprint of Super-Structures on the Microwave Background
14. ↑  Cruz, M.; N. Turok, P. Vielva, E. Martinez-Gonzalez, M. Hobson (2007). “A Cosmic Microwave Background Feature Consistent with a Cosmic Texture”. Science 318:  1612. doi:10.1126/science.1148694 2007年10月25日閲覧。.
15. ↑  The void: Imprint of another universe?, New Scientist, 2007-11-24
16. ↑  Evidence for a parallel universe?, The Blog of Science
17. ↑  Zhang & Huterer (2009), "Disks in the sky: A reassessment of the WMAP "cold spot", https://arxiv.org/abs/0908.3988